# Legenda vagyok (film)
A Legenda vagyok (I Am Legend) 2007-es amerikai posztapokaliptikus sci-fi horrorfilm Francis Lawrence rendezésében és Will Smith főszereplésével. A produkció Richard Matheson 1954-es regényének, az I Am Legendnek a harmadik mozgóképes adaptációja az 1964-es The Last Man on Earth-t és az 1971-ben készült Az omega embert követően. Smith Robert Neville-t játssza, aki valószínűleg az utolsó túlélője egy ember által létrehozott vírusnak. Igyekszik megalkotni az ellenszert, ám a vírus éjjel aktív mutáns túlélői vadásznak rá.
A Warner Bros. Picturesnél 1994-ben kezdett körvonalazódni a Legenda vagyok, több színész és rendező neve is felmerült a projekttel kapcsolatban, azonban hosszú ideig nem lépett munkafázisba az aggályos költségvetés miatt. Végül 2006-ban kezdődtek meg a munkálatok New Yorkban, többnyire eredeti külső helyszíni forgatással, köztük egy 5 millió dollárt felemésztő jelenettel a Brooklyn hídon, ami akkor a legdrágább jelenetnek számított, amelyet a városban valaha felvettek. A Warner Bros. kapcsolt termékként forgalomba bocsátott képregényt és egy online multiplayer játékot is a Second Life-on a marketingkampány keretében.
Bemutatója 2007. december 14-ére esett az Amerikai Egyesült Államokban; a vegyes kritikák ellenére a film a legnagyobb decemberi nyitóhétvégét érte el. A magyar premier a rá következő év első hetében volt.

## Történet
2009-ben egy tévéműsorban a neves tudós, Dr. Alice Krippin bejelenti, hogy megtalálták a rák elleni gyógymódot. Három évvel később a virológus Dr. Robert Neville az egyetlen élő ember New Yorkban. A feltalálója után csak "KV" névre keresztelt vírus elpusztította talán az egész emberiséget. Neville ezredes a napjait vadászattal és felderítéssel tölti. Neville-nek egyetlen társaságát Sam nevű kutyája jelenti. Bár rádión rendszeresen próbálja felvenni a kapcsolatot túlélő emberekkel, válasz sohasem érkezik. Nem talál arra utaló jelet, hogy élne még a Földön rajta kívül egészséges ember, de nincs egyedül a városban. Éjszakánként előjönnek a járvány áldozatai – a mutánsok, akik nem bírják a napfényt, és a vírus miatt vérszomjas vadállatok szintjére fejlődtek vissza.
Mikor a járvány kirobbant, Neville ezredes azok között volt, akik hitték hogy meg lehet állítani a vírust. Azonban sem hatásos vakcina, vagy karantén, illetve biztonságos menedék nem volt a vírus ellen. Három éve egyedül él, de folytatja a kísérleteit, hogy megtalálja a "KV" vírus ellenszerét. Ő maga szerencsére immunis a járványra, mind a cseppfertőzéssel, mind a levegő útján terjedő változatra. Neville-nek azonban nem csak e lények tombolását kell kibírnia minden éjjel, de a magány által fenyegetett józan eszét is meg kell tartania, ha folytatni akarja a kutatómunkát.

## Szereplők
| Szerep                               | Színész                    | Magyar hang     |
| ------------------------------------ | -------------------------- | --------------- |
| Robert Neville                       | Will Smith                 | Kálid Artúr     |
| Anna                                 | Alice Braga                | Ruttkay Laura   |
| Ethan                                | Charlie Tahan              |                 |
| Zoe                                  | Salli Richardson-Whitfield | Solecki Janka   |
| Marley                               | Willow Smith               | Kiss Bernadett  |
| Mike (a kísérőlegénység tagja)       | Darrell Foster             | Papucsek Vilmos |
| TV-s személyiség                     | April Grace                |                 |
| Alfa hím                             | Dash Mihok                 |                 |
| Alfa nőstény                         | Joanna Numata              |                 |
| Dr. Alice Krippin                    | Emma Thompson              | Kovács Nóra     |
| Shrek (Shrek című filmben – hang)    | Mike Myers                 | Gesztesi Károly |
| Szamár (Shrek című filmben – hang)   | Eddie Murphy               | Kerekes József  |
| Kapitány (Shrek című filmben – hang) | Jim Cummings               | Rosta Sándor    |

## Háttér

### Előkészületek
1994-ben a Richard Matheson 1954-es regényének jogait a '70-es évek óta birtokló Warner Bros. megkezdte a film előkészületeit. 1997 júniusában Ridley Scott rendező és Arnold Schwarzenegger színész kezdett tárgyalásokat a stúdióval, a forgatókönyv pedig ekkor Mark Protosevich munkája volt. Korábban Tom Cruise és Michael Douglas színészek is felmerültek a főszerepre. Júliusban Scott és Schwarzenegger véglegesítette megállapodását a Warnerrel. A munkálatok megkezdését ugyanazon év szeptemberére tűzték ki, a film helyszínéül választott Los Angeles-i jeleneteket pedig Houstonban kívánták rögzíteni. 1997 decemberében, mikorra a költségvetés már 108 millió dollárra kúszott, a projekt elkészülte megkérdőjeleződni látszott, mivel a média és a befektetők részletekbe menő vizsgálódása kísérte a nagyköltségvetésű film finanszírozását. Scott átírta a forgatókönyvet a büdzsé 20 milliós csökkentése érdekében, ám 1998 márciusában a Warner törölte a produkciót a folytatódó költségvetési problémák miatt.
2002 márciusában Schwarzenegger lett a Legenda vagyok producere, s tárgyalásokat kezdeményezett Michael Bayjel a rendezésről és Will Smithszel a főszerep eljátszásáról; mindkettőjüket érdekelte a költségcsökkentés érdekében átdolgozott vázlat, azonban a filmtervet félretették, mivel Alan F. Hornnak, a Warner Bros. elnökének nem tetszett a forgatókönyv. 2004-ben Jeff Robino produkciós vezető felkérte Akiva Goldsmant a produceri teendők ellátásra. A következő év szeptemberében Francis Lawrence rendező leszerződött a projekthez, a munkálatok megkezdését pedig 2006-ra tűzték ki. Guillermo del Torót ezt megelőzően szintén megkeresték a rendezés ügyében. Lawrence, akinek debütjét, a Constantine, a démonvadászt is Goldsman finanszírozta, izgalmasnak találta az elhagyatott városi környezetet. Úgy nyilatkozott, „Valami mindig nagyon izgatott a dologban…annyi veszteséget megélni, emberek vagy bármilyen szociális érintkezés nélkül élni olyan sokáig.”
Goldsman átírta a szkriptet, hogy közelebb álljon a második I Am Legend-filmadaptációhoz, Az omega emberhez, aminek nagy rajongója volt. Az átdolgozásra szükség is volt annak érdekében, hogy a film elhatárolható legyen a számos zombifilmtől, amit a regény inspirált. 2006 májusára készült el egy negyven oldalas „jelenetről jelenetre”-tervezet. Mikor Will Smith Hancock című filmjét elhalasztották 2007-ről az azt követő évre, a színész két filmje megcserélődött. Ez azt jelentette, hogy a forgatásnak tizenhat héten belül meg kell kezdődnie: a film zöld utat kapott Goldman írásával és vázlatával. Protosevich korábbi forgatókönyvéből is felhasználtak elemeket, a stáb pedig a fertőző betegségek és kényszerű elszigeteltség szakértőivel konzultált. A forgatás során folytamatosak voltak a módosítások a szkripten, egyrészt Smith improvizációi okán, másfelől Lawrence kívánságai miatt, amik arra irányultak, hogy egyes jelenetek legyenek csendesek. A rendező halk hangerővel nézte meg A zongoristát, hogy ne zavarja újszülött fiát, s eközben jött rá, hogy a csend nagyon hatásos lehet egy filmben.

### A szereplők
Will Smith 2006 áprilisában szerződött le Robert Neville szerepére. Azt mondta, azért vállalta a feladatot, mert úgy érezte, a Legenda vagyok olyan, mint a „Gladiátor [vagy] a Forrest Gump – ezek csodálatos, közönségbarát elemekkel teli filmek, de emellett megvan bennük a kompromisszummentes művészi érték is. Mindig úgy éreztem, [ez a film] ezt a lehetőséget kínálja nekem.” A színész Neville-t a legnehezebb színészi kihívásának találta Muhammad Ali eljátszása óta az Aliban. „Ha egyedül vagy, elég nehéz konfliktust találni” – fejti ki. A film sötét tónusa és abbéli vizsgálódása, hogy Neville-t az őrületbe kergette-e elszigeteltsége, azt jelentette, hogy Smithnek hanyagolnia kellett a felvételek közti humoros rutinját. A szerepére való felkészülésképpen ellátogatott Georgia államba a Járványfelügyeleti- és Megelőzési Központba, továbbá találkozott egy hosszabb ideig magánzárkában élt személlyel és egy hadifogollyal is. Smith Neville karakterét Jóbhoz hasonlította, aki elveszítette gyermekeit, megélhetését és egészségét. Jób könyvéhez hasonlóan, a Legenda vagyok azt vizsgálja, illetve azzal kapcsolatban tesz fel kérdéseket, hogy „Van-e értelme folytatnia? Megtalálhatja-e a reményt vagy vágyat, hogy kitűnjön és haladjon az életben? Vagy minden körülötte lévő dolog halála számára is előbb-utóbb a halált hozza?” Smith mindemellett Tom Hanks Számkivetettbeli alakítását is megnevezte inspirációjaként.
Abbey, a hároméves németjuhász látható Neville kutyájaként. Egy másik kutyát alkalmaztak azon jelenetekhez, mikor Neville azt játssza társával, hogy elhajítja neki a botot; erre azért volt szükség, mert Abbeynek nem akaródzott ezen feladat teljesítése. A további szereplők között található Salli Richardson mint Zoe, Robert felesége, illetve Willow Smith, Will Smith lánya, aki Marleyként, Neville lányaként első filmszerepét játssza. Emma Thompson alakítja a tévében a doktornőt, aki azt magyarázza, hogy a rák ellenszere az, amiből a vírus kifejlődik, a stáblistán azonban a színésznő nincs feltüntetve.

### A forgatás

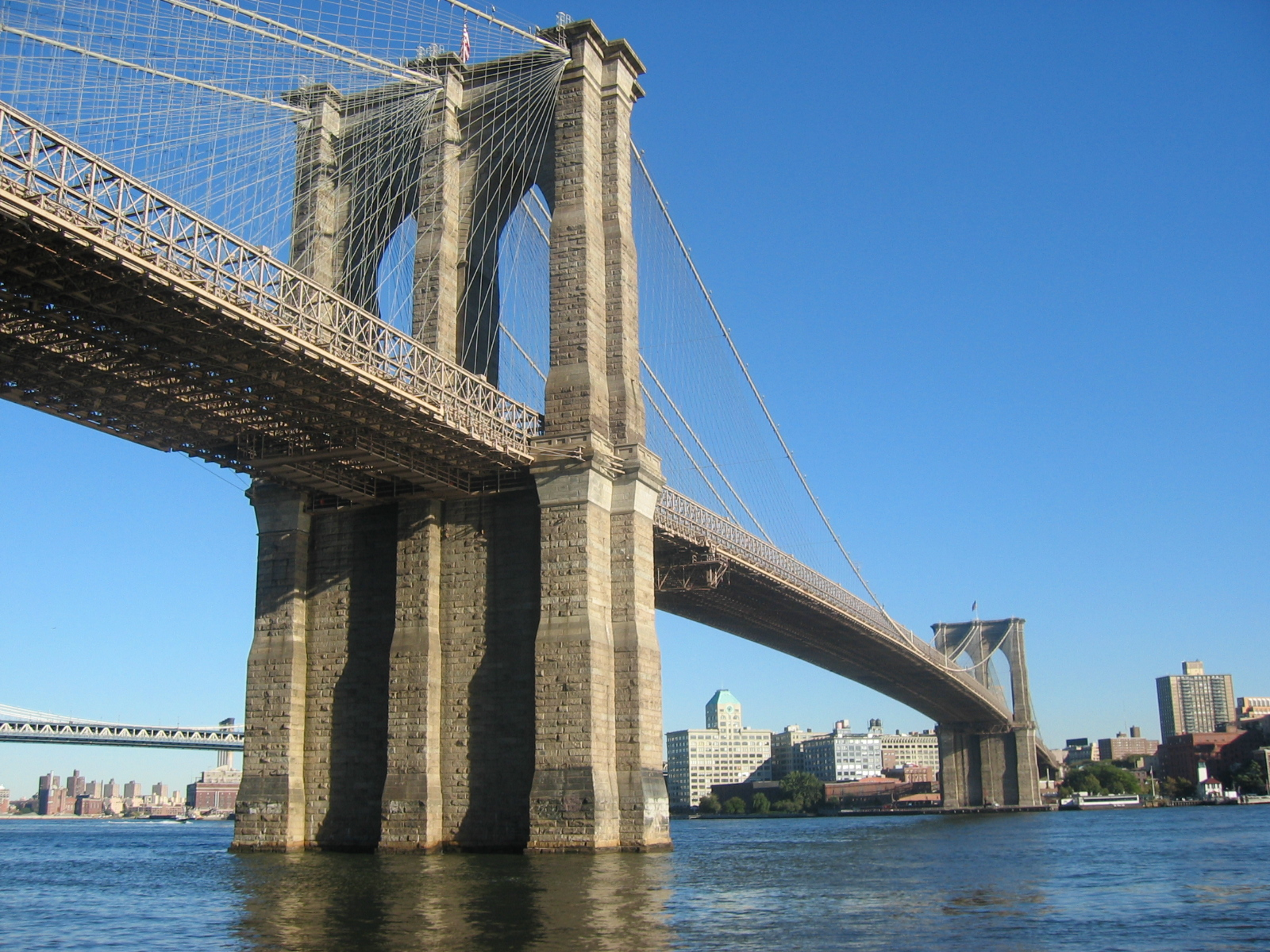
A Brooklyn híd a Legenda vagyok egyik helyszínéül szolgált, egy 5 millió dolláros jelenetet vett fel itt a stáb, ami jelenleg a legdrágább New Yorkben

Goldsman úgy döntött, a történet helyszínét Los Angelesből New Yorkba ülteti át, ahol sokkal erőteljesebb a kihaltság ábrázolása. Magyarázata szerint „L.A. délután háromkor üres, [de] New York sosem az…sokkal érdekesebb volt itt megmutatni a világ széljárta ürességét.” A Warner Brothers eleinte elutasította a változtatást annak kivitelezhetetlenségére hivatkozva, de Lawrence elkötelezett volt a helyszíni forgatás mellett, hogy a filmnek legyen egyfajta természetessége, ami a stúdiófelvételekből hiányzott volna. Lawrence egy camcoderrel felszerelkezve ment a városba, s olyan helyeken készített felvételeket, ahol nagy volt a tömeg. Ezután a rögzített anyag egy speciális effekt-tesztelésen esett át, ami során eltávolították az összes embert; az eredmény nagy hatással volt a stúdióvezetőkre. Michael Tadross executive producernek sikerült meggyőznie a hatóságokat olyan zsúfolt területek lezárásáról, mint a Grand Central Terminal viadukt, az Ötödik sugárút több háztömbje és a Washington Square Park.
A forgatás 2006. szeptember 23-án vette kezdetét. A williamsburgi Marcy Avenue Armoryt használták Neville otthonának belsőjeként, Greenwich Village-t pedig kültereként. A további helyszínek között szerepelt Lower Manhattan Tribeca része, az Intrepid repülőgép-hordozó, a Bronxban található Kingsbridge Armory és a Szent Pál-katedrális. Az alkotók Floridából hozattak növényeket és szétszórták őket a forgatás színhelyein, mintha benőtte volna a várost a gaz. A nagyobb utcák lezárását New York lakossága nem nézte jó szemmel. Will Smith ezzel kapcsolatban azt mondta, „Nem hiszem, hogy bárki képes lesz megcsinálni ugyanezt New Yorkban rövid időn belül. Az emberek nem voltak elragadtatva. Nem láttam még ennyi középső ujjat egész karrierem során.”
Egy a Brooklyn hídon játszódó jelenetet hat egymást követő éjszakán vettek fel, ami a New York lakosságának evakuálását elbeszélő flashback formájában szerepel a filmben. Mindez 5 millió dollárba került a teljes, 150 milliós gyártási költségből, s ezzel a városban valaha készült legdrágább felvétellé vált. A jelenet, amelyhez tizennégy kormányügynökségtől kellett engedélyt szerezni, 250 stábtagot és 1000 statisztát mozgatott meg, akik között a Nemzeti Gárda 160 tagja is szerepelt. Jelen volt továbbá több Humvee, három Stryker típusú páncélozott jármű, egy 33,5 méter hosszú egyárbócos hajó, egy 12,5 méteres kistestű hajó és két 7,5 méteres kisméretű hadihajó. A forgatás 2007. március 31-én fejeződött be.
Pótfelvételekre került sor 2007 novemberében, a bemutatót megelőző hónapban. Lawrence megjegyezte, „Nem láttunk teljes egészében renderelt felvételeket úgy egy hónappal ezelőttig. A film egy teljesen más életet kezdett. Csak később tudod a filmet egy egészként megítélni és véleményezni, hogy 'Hát, talán le kéne forgatnunk ezt a kis részt a közepén, vagy megtrükközni ezt egy kicsit.' A mi esetünkben az újrafelvételek a film vége féle estek.”

### Az effektek
A forgatás megkezdése után egy héttel Francis Lawrence úgy érezte, a fertőzöttek, akiket maszkírozott színészek játszottak, nem voltak meggyőzőek. Döntése, miszerint számítógépes animációt fognak alkalmazni, az utómunkálatok elhúzódását és a költségvetés emelkedését jelentette. A rendező magyarázata szerint „Szükség volt arra, hogy az alakításukban legyen egyfajta fesztelen viselkedés, amit az éjszaka közepén forgató, mezítlábas emberekből nem lehet kihozni. Az anyagcseréjük pedig meglehetősen egyedi, így folyamatosan szelelnek, amit nem kérhetsz hosszú ideig a színészektől, mert elájulnak.” Míg a fertőzöttek a regényben vámpírokká váltak, a film „sötét keresőknek” (az Anna nevű szereplő meghatározása) jeleníti meg őket, akik az eleven hússal táplálkoznak, külsejüket pedig az állandóan nyitott mellékveséjük koncepciója inspirálta. A színészek mindazonáltal a forgatáson maradtak, hogy a motion capture eljárás alanyai legyenek. A fertőzöttek hangjait - főként hörgéseket, üvöltéseket - Mike Patton kölcsönözte.
Emellett CGI-t használtak még a filmben szereplő oroszlánok és szarvasok megjelenítésére és a New Yorkról készített felvételekből a járókelők eltüntetésére. Az ablakokban dolgozó munkások, a bámészkodók és a távolban mozgó járművek mind kikerültek a képből. Az üres New York-víziójában Lawrence John Fordot nevezte meg befolyásolójaként: „Nem olyan apokaliptikus filmet szerettünk volna, amiben a földfelszín hat apokaliptikusnak. Rengeteg film játszódik csodálatos napon. Van valami varázslatos az üres városban, szemben a sötét és ijesztővel.”

## Bemutató
A Legenda vagyok észak-amerikai bemutatójának eredeti dátuma 2007. november 21-e volt, de ezt 2007. december 14-ére módosították. Az Egyesült Királyságban is változott a premier ideje: 2008. január 4-éről 2007. december 26-ára hozták előre. Magyarországon 2008. január 3-án került a mozikba.
2007 decemberében Kína betiltotta az amerikai filmek bemutatását, amiből a Legenda vagyok startjának eltolódása következett. Will Smith megbeszélést folytatott a Kínai Filmegyesület elnökével a bemutató dátumának meghatározásáról, de később közölte: „Nagyon, nagyon keményen küzdöttünk, hogy összejöjjön a dolog, de csak egy bizonyos számú külföldi filmet engednek be.”

### Marketing
A DC Comics és a Vertigo Comics kapcsolódó képregénye nagyjából a film bemutatójával egy időben vált elérhetővé. A kiadvány Bill Sienkiewicz, Mark Protosevich forgatókönyvíró és Orson Scott Card író közös munkája. Az eredeti könyv írójának fia, Richard Christian Matheson szintén részt vett a projektben, ami online verzióban, animációs betétekkel is élvezhető a hivatalos weboldalon.
2007 októberében a Warner Bros. Pictures az Electric Sheep Companyvel együttműködésben a Second Life virtuális világában elindította az I Am Legend: Survival online multiplayer játékot, ami az oldal történetének legnagyobb, filmhez kapcsolódó játéka. A felhasználók egymás ellen játszhatnak fertőzöttként vagy nem fertőzöttként New York City 60 holdnyi területén. A stúdió felbérelte továbbá a Crew Creative reklámügynökséget egy olyan weboldal kifejlesztésére, ami speciálisan az Apple iPhone-okon keresztül érhető el.

### Kritikai fogadtatás
2007. december 22-vel bezárólag a Rotten Tomatoes oldalán több mint 180 kritikus 68%-a vélekedett pozitívan a filmről, amivel a produkció a weboldal értékelési rendszerében a „friss” minősítést érdemelte ki.
A. O. Scott, a The New York Times újságírója szerint Will Smith alakítása „elegáns és erőlködés nélküli”, de megemlíti a „harmadik harmad összeomlását”. Úgy véli emellett, hogy a film „felvet néhány tényleg komoly kérdést a pusztulásról és az emberi civilizáció kitartásáról.” Dana Stevens a Slate-től úgy érezte, a film elveszíti lendületét egy óra után, mivel „a fertőzöttek nem is olyan ijesztőek.” Bob Mondello, a National Public Radio kritikusa kiemelte a film a globális terrorizmussal kapcsolatos hátsó gondolatát, s hogy ezen szempont tökéletesen passzol más, a témakört sokkal konkrétabban körbejáró filmekéhez.

### Box office
A Legenda vagyok 77,2 millió dollárt hozott nyitóhétvégéjén Észak-Amerikában, amivel megelőzte A király visszatért, mint a legmagasabban decemberi első hétvégi bevétel birtokosát, s egyúttal Will Smith karrierjében is új csúcsot állított fel. A teljes első műsorhetét zárva a film 103 milliót gyűjtött, összesen pedig 256 millió dolláros bevételre tett szert.
Máshol a világon elsőként ázsiai országokban került mozikba a film, kiváló eredményekkel, összesen 19,8 millió dollárnak megfelelő összeget generálva. 2007 december közepétől 2008 január végéig mindenhol bemutatásra került a Legenda vagyok, s további 327 millió dollárt tett hozzá hazai összegéhez, így világszerte 584 millió dollárt gyűjtött, 2007 hetedik legsikeresebb filmjeként. Az Egyesült Államok után az Egyesült Királyságban és Japánban mutatkozott iránta a legnagyobb érdeklődés; előbbiben 51 millió dollárnak megfelelő angol fontot, míg az ázsiai országban 40 millió dollárnyi yent termelt.